# بينيت لانغتون
بينيت لانغتون (1737-1801) كاتب إنجليزي وعضو مؤسس للنادي الأدبي [الإنجليزية]. اشتهر بصداقته الوثيقة مع الكاتب صموئيل جونسون وذكره في كتاب حياة صموئيل جونسون للمؤلف جيمس بوسويل.

## الحياة
ولد لانغتون للقسيس بينيت لانغتون (1969-1769) وزوجته ديانا، ابنة إدموند تورنر من قاعة ستوك روشفورد في لينكولنشاير، ومتحدّر العائلة القديمة من لانغتون من قبل سبيلسبي، لينكولنشاير. تم تعميده في يورك في 11 يناير 1736، وتخرج من كلية ترينيتي، أكسفورد في عام 1757.
تعرف على الكاتب صموئيل جونسون عندما كان شابا بسبب اهتمامه في رامبلر. حضر إلى جونسون خلال مرضه الأخير وترك كتابا في إرادته. على الرغم من رأي جونسون الضعيف في كسل لانغتون فيما يتعلق بأموره المالية، ترك لانغتون 750 جنيه استرليني، والتي كان من المتوقع أن يدفع منها معاش سنويا لفرانسيس باربر الذي كان موظف جونسون.
تبع جونسون كأستاذ للأدب القديم في الأكاديمية الملكية.
ساهم لانغتون في كتاب the elder".
تزوج ماري، ناي لويد وتوفي عام (١٨٢٠)، أرملة جون ليزلي، إيرل روث العاشر، في كنيسة سانت ماريليبون الرعوية في عام ١٧٧٦ ولديهم تسعة أطفال. ورث ابنه الأول ميراث وابنه الثاني، بيريغرين، تزوج في مزرعة قاعة غونبي وغير اسمه إلى ماسيجبرد. توفي في ساوثهامبتون في ١٨ ديسمبر ١٨٠١. هناك لوحة له من قبل جوشوا رينولدز وأخرى ليوهان زوفيني تسمى بينيت لانغتون تأمل في تمثال نولكنز لجونسون الذي هو الآن في متحف مسقط رأس صموئيل جونسون.